# Шурик у дедушки
«Шурик у дедушки» — рассказ Николая Николаевича Носова для дошкольного и младшего школьного возраста.
Рассказ широко известен в Китае и исследуется китайскими учёными. Ши Юйцин, кандидат филологических наук, в статье «Театральная традиция в рассказах Николая Носова» показывает характерную для рассказов Н. Н. Носова «разыгрывание ситуаций по ролям…., оно способствует театрализации повествования….Подобные сцены чаще всего связаны с определёнными амплуа, в которых проявляется творческое начало, — героя-изобретателя, деятеля, фантазера, затейника. Кроме того, креативность персонажей проявляется также в придумывании новых игр: конкурс вранья („Фантазеры“), лепка зверей из замазки („Замазка“), строительство катка („Наш каток“), изготовление бенгальских огней („Бенгальские огни“), новое применение старых вещей („Телефон“, „Шурик у дедушки“) и т. д., что наполняет рассказы духом игры и постоянного творческого поиска».

## Персонажи
- Рассказчик — главный герой, первоклассник
- Шурик — младший брат, шесть лет
- бабушка
- дедушка

Божкова и Гизетдинова, исследуя образ дедушек и бабушек в детской литературе, отмечают, что Н. Н. Носов «изображает доброго и мудрого дедушку. … Для мальчиков дедушка авторитетный человек, он является образцом храбрости и мужества. Советы и похвалы дедушки очень важны для внуков, ведь он для них — пример настоящего мужчины, который мудр, хозяйственен, добр, храбр» (Божкова, Г. Н., Гизетдинова Д. Ф., 2018, С.58).

## Сюжет
Шурик и его старший брат в деревне летом у дедушки и бабушки.

## Издания
- Шурик у дедушки [Текст] : [Рассказ] : [Для дошкольного и младш. школьного возраста] / Рис. Г. Валька. — Москва : Детгиз, 1957. — 16 с
- Шурик у дедушки [Текст] : [Рассказ] : [Для дошкольного и младш. школьного возраста] / Рис. Г. Валька. — Москва : Детгиз, 1960. — 16 с.
- Шурик у дедушки [Текст] : [для дошкольного возраста] / Н. Носов; рис. И. Семенова. — Москва : Детcкая литература, 1964. — 16 с.
- Шурик у дедушки : [Для детей] / Николай Носов; Перевела Е. Далотта. — М. : Радуга, 1984. — 16 с.
- Шурик у дедушки : Рассказ. Для мл. шк. возраста / Н. Носов; Пер. с рус. Ф. Соласко. — 3-е изд. — М. : Радуга, 1985. — 12 с.
- Шурик в гостях у дедушки : [Рассказ : Для детей : Перевод] / Н. Носов. — М. : Радуга ; Мадрас : Нью сенчури бук хаус, Б. г. (1987). — [16] с.
- Шурик у дедушки [Текст] : [рассказы : для младшего школьного возраста : 6+] / Николай Носов; рис. Ивана Семёнова. — Москва : Изд. И. П. Носова : Эксмо, 2016.